# Canala (geslacht)
Canala is een geslacht van spinnen uit de  familie van de Desidae.

## Soorten
- Canala longipes (Berland, 1924)
- Canala magna (Berland, 1924)
- Canala poya Gray, 1992